# Glaciologie

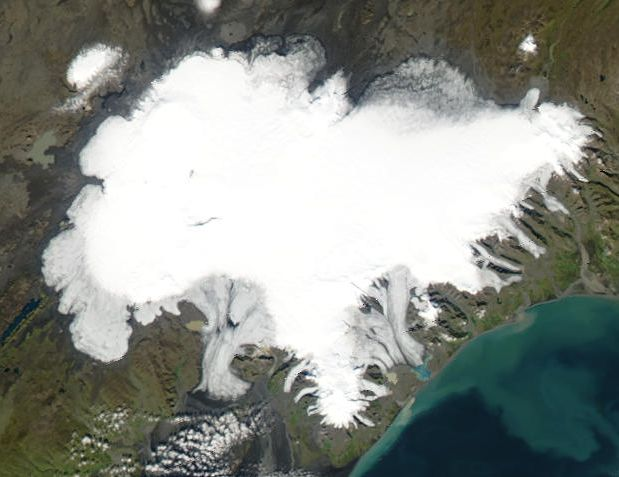
Islandský ledovec Vatnajökull z družice

Glaciologie je jednou z geologických věd. Zabývá se studiem ledovců a ledovcové činnosti.
Mezi oblasti studia glaciologie náleží historie ledovců, jejich vliv na klima, dynamika pohybu ledovců, příspěvek ledovců k erozi a geomorfologii a bytosti, které žijí v ledu.
Název pochází z latinského slova glaciees, znamenající led nebo mráz.